# Caseosaurus crosbyensis
Caseosaurus crosbyensis ("lagarto de E. C. Case del condado de Crosby") es la única especie conocida del género extinto Caseosaurus de dinosaurio terópodo herrerasáurido, que vivió a finales del período Triásico , hace aproximadamente entre 235 a 228  millones de años, en el Carniense, en lo que es hoy Norteamérica. Era un carnívoro pequeño, de construcción ligera, bípedo, que vivía en tierra, que podría crecer hasta 2 metros de largo.
Su nombre del género fue puesto en honor a Ermine Cowles Case, el científico que lo descubrió con el sufijo griego "-saurus", σαυρος, significa "lagarto".. El nombre específico crosbyensis, es una forma latinizada del condado de Crosby en Texas, el sitio de su descubrimiento.  La especie tipo, Caseosaurus crosbyensis, fue formalmente descrita por Hunt, Lucas, Heckert, Sullivan y Lockley en 1998. Sus fósiles fueron hallado en la Formación de Dockum de Texas, en estratos que datan del Triásico superior. Puede también que se trate del mismo dinosaurio que Chindesaurus, otro dinosaurio primitivo del mismo período y región geológica. Fue tentativamente clasificado como un relativo del Herrerasaurus. El género Caseosaurus, es conocido por el espécimen UMMP 8870 , un hueso de cadera aislado que mide casi 141 milímetros. Las estimaciones de tamaño sugieren que tenía en el mejor de los casos 2 metros de largo y pesaba a lo sumo 50 kilogramos.
En 1998, Hunt et al., examinaron a UMMP 8870, un hueso ileón parcial que fuera originalmente asignado como un paratipo del dinosaurio Chindesaurus y lo convirtió en el holotipo de un nuevo dinosaurio, Caseosaurus crosbyensis. Irmis et al. concluyeron que un íleon, NMMNH P-35995 originalmente asignado por Heckert et al., en 2000 al dinosauriforme Eucoelophysis, se asemeja mucho al holotipo de Caseosaurus. Caseosaurus también se ha clasificado como un pariente de Herrerasaurus. Langer en 2004 examinó el ilion y lo volvió a asignar al género Chindesaurus. Otros paleontólogos también coinciden en que este puede ser el mismo dinosaurio que Chindesaurus, que vivió durante el mismo período y región geológica.
El único espécimen de Caseosaurus fue descubierto en la Formación Tecovas del Grupo Dockum en Texas, en sedimentos depositados durante la etapa Carniense del Triásico Superior, aproximadamente 235 a 228 millones de años atrás. El paleoambiente de Caseosaurus incluyó al archosaurio Tecovasaurus y otros dinosaurios terópodos tempranos, algunos de los cuales dejaron las icnitas bípedas que fueron preservadas.